# Hypothymis
Hypothymis (лат.) — род птиц семейства монарховых (Monarchidae). В состав рода включают 4 вида. Распространены в Южной и Юго-Восточной Азии. Ранее представители рода включались в состав рода Monarcha.

## Классификация
Род был введен немецким зоологом Фридрихом Бойе в 1826 году с Hypothymis azurea в качестве типового вида.
В состав рода включают четыре вида:
- Hypothymis azurea (Boddaert, 1783) — Черноголовый монарх
- Hypothymis coelestis Tweeddale, 1877 — Небесный монарх
- Hypothymis helenae (Steere, 1890) — Монарх Елены
- Hypothymis puella (Wallace, 1863) — Молуккский монарх